# Путильська селищна територіальна громада
Путильська селищна громада — територіальна громада України у Вижницькому районі Чернівецької області. Адміністративний центр — селище Путила.
Площа громади — 232,8 км², населення — 11 318 мешканців (2020).

## Населені пункти
У складі громади 1 селище (Путила) і 17 сіл:
- Випчина
- Греблина
- Гробище
- Дихтинець
- Замогила
- Киселиці
- Малий Дихтинець
- Паркулина
- Площі
- Поляківське
- Рижа
- Рипень
- Сергії
- Соколій
- Тесницька
- Тораки
- Фошки